# Klub Sportowy „Pieniny” w Szczawnicy
Klub Sportowy „Pieniny” w Szczawnicy – polski klub kajakowy z siedzibą w Szczawnicy.

## Historia
Początki klubu wiążą się z założeniem 7 grudnia 1930 roku sekcji narciarskiej przez dr. Artura Karola Wernera i Czesława Winiarskiego. Pierwszym prezesem był Czesław Winiarski. Początkowo zawodnicy uprawiali biegi i skoki narciarskie. W 1934 roku powstała Pienińska Sekcja Kajakowa. Czołowymi zawodnikami byli wówczas Wojciech Piecyk, Stanisław Piecyk, Adam Malinowski, Stanisław Malinowski, Wojciech Zachwieja, Jan Zachwieja.
Działalność klubu przerwała II wojna światowa. Wielu członków klubu zaangażowało się w działalność ruchu oporu.
W 1949 roku rozpoczęło się wielkie pasmo sukcesów klubu. Wojciech Piecyk wraz ze Stanisławem Stecem w dwójce w biegu długodystansowym oraz Stanisław Polaczyk w slalomie zdobywają pierwsze tytuły mistrzowskie w VII Górskich Mistrzostwach Polski. Od tego czasu zawodnicy Klubu Sportowego Pieniny odnosili sukcesy na Mistrzostwach Świata, Europy i Polski oraz na Igrzyskach Olimpijskich.
Klub jest członkiem Małopolskiego Związku Kultury Fizycznej, Polskiego Związku Kajakowego w Warszawie oraz Nowosądeckiego Okręgowego Związku Kajakowego.
Klub mieści się w Szczawnicy przy ulicy Pienińskiej 13.

## Osiągnięcia
- Stefan Kapłaniak - medalista Letnich Igrzysk Olimpijskich w Rzymie i mistrz świata w 1958 roku[1]
- Mateusz Polaczyk - uczestnik Letnich Igrzysk XXX Olimpiady w Londynie w Wielkiej Brytanii w 2012 roku[2][3]
- Grzegorz Polaczyk - uczestnik Letnich Igrzysk XXVIII Olimpiady w Atenach w Grecji w 2004 roku[4]
- Grzegorz Sarata - uczestnik Letnich Igrzysk XXV Olimpiady w Barcelonie w Hiszpanii w 1992